# Staroměstská vodárna
Staroměstská vodárna je novorenesanční budova bývalé Městské vodárny staroměstské v Praze na Novotného lávce u Karlova mostu. Vodárna byla postavena podle návrhu architekta Antonína Wiehla z roku 1883. Návrh figurálních sgrafit zpracovali Mikoláš Aleš a František Ženíšek a ornamentální sgrafita navrhl Jan KoulaBudova je od 12. května 1936 Muzeem Bedřicha Smetany a je zapsána v Ústředním seznamu kulturních památek České republiky.

## Popis domu

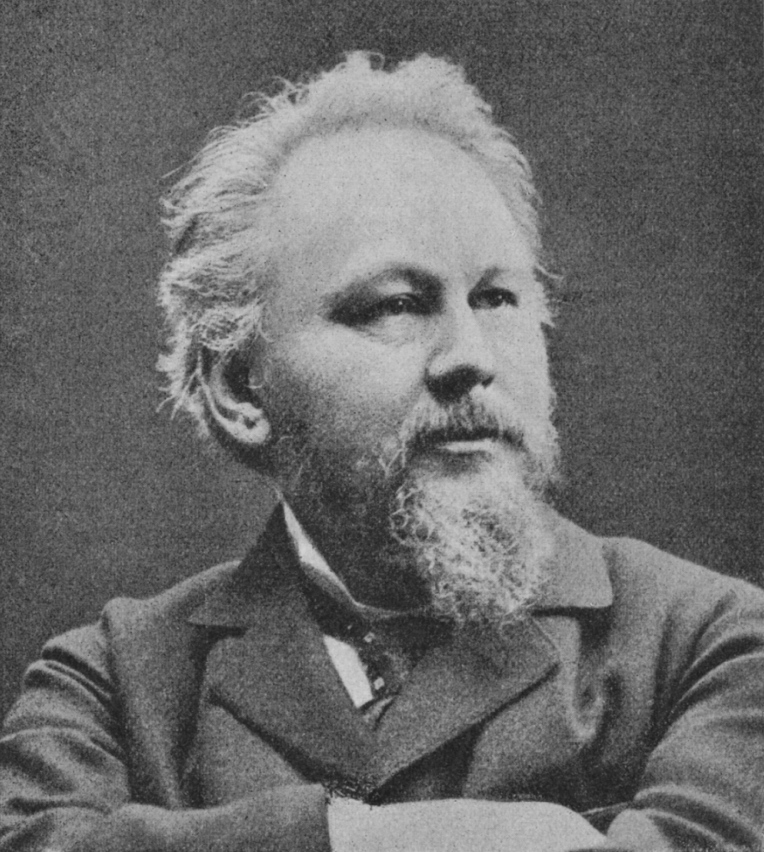
Antonín Wiehl – architekt

Bývalá Staroměstská vodárna je situována na Novotného lávce na pravém břehu Vltavy. Na kvádrové terase, vystupující z Vltavy, je volně postavená dvoupatrová budova, jejíž druhé patro je v atice. V přízemí je budova vodárny připojena k sousednímu domu. Fasáda má 7 × 3 osy. Přízemí průčelí je v celé ploše zdobeno rustikou. Rustika zdobí i nároží budovy. V prvém patře průčelí fasádu tvoří hladké režné zdivo. Ve druhém patře průčelí je ve střední ose jediné okno a po jeho stranách ornamentální a figurální sgrafita. Sgrafita zdobí i bohatě členitý štít.
V prvém patře směrem k řece je tříosá lodžie. Fasádu směrem k řece je zdobena stejně jako fasáda na průčelí: první patro tvoří režné zdivo a ve druhém patře mezi okny ornamentální a figurální sgrafita. Na fasádě Staroměstské vodárny jsou kombinovány barvy černá (na sgrafitech) a světle hnědá.

## Autoři Staroměstské vodárny
Antonín Wiehl zpracovával u Staroměstské vodárny pouze návrh fasády, protože přízemí bylo vystavěno jako projekt stavebního úřadu města Prahy. Architektonický návrh zpracovával poté, kdy v Praze postavil již pět činžovních domů a další stavby. Na budově uplatnil všechny oblíbené prvky fasády ve svém stylu české novorenesance: hladké režné zdivo, ornamentální a figurální sgrafita a stupňovitý bohatě členitý štít. Jako u svých předchozích návrhů pouze vymezil plochu pro sgrafita a malby a svou představu o barvě a námětech. Návrh výtvarné výzdoby Staroměstské vodárny svěřil třem významným malířům z generace Národního divadla: Mikoláši Alšovi a Františku Ženíškovi, kteří zpracovali návrh figurálních sgrafit a Janu Koulovi, který je autorem návrhu ornamentálních sgrafit. Malby na budově podle jejich návrhů provedl Janez Šubic (v dobových časopisech také pravopis Subič, Šubić).

## Historie domu

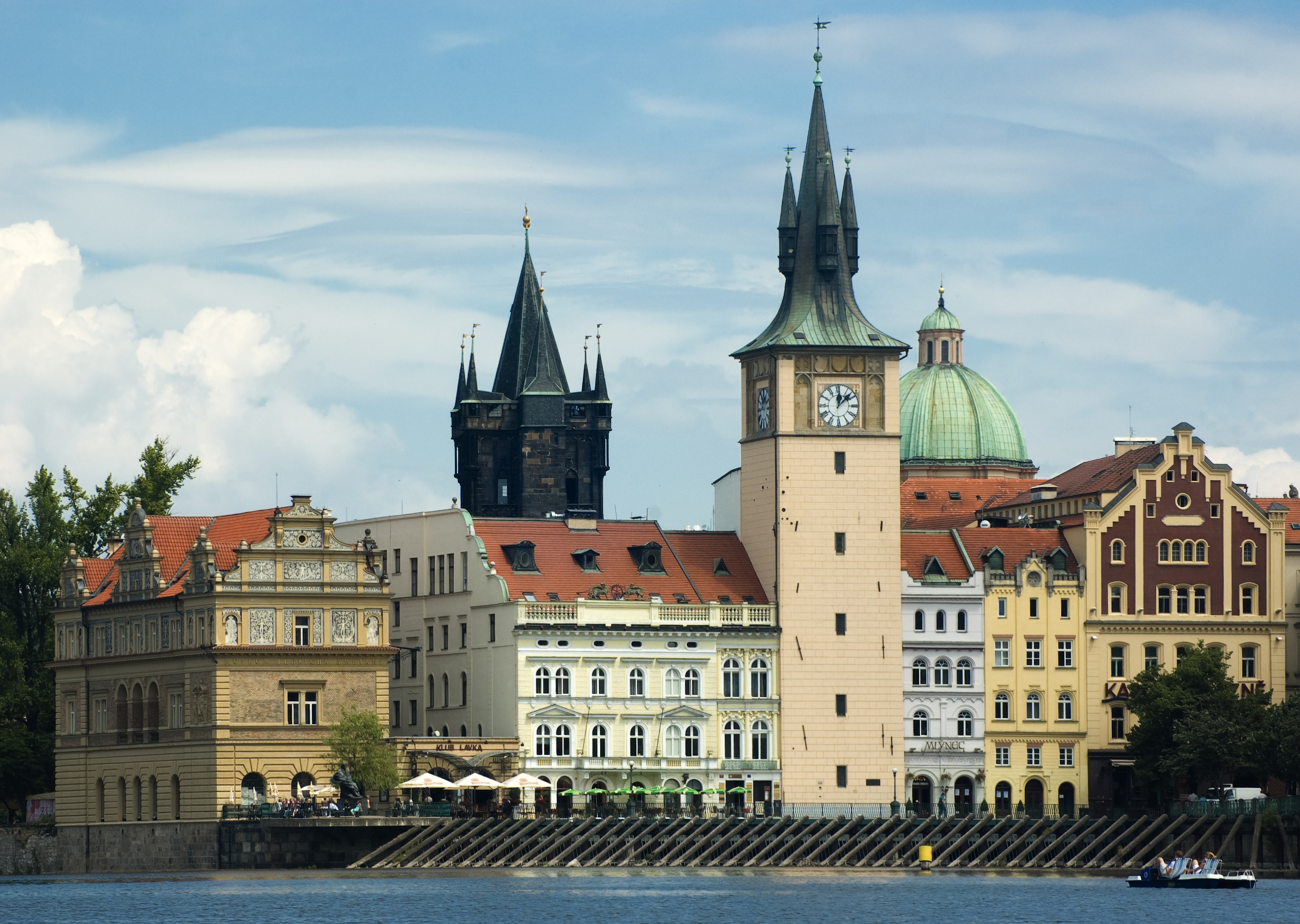
Staroměstská vodárna a vodárenská věž

V místě Staroměstské vodárny je na konci 15. století zmiňováno několik mlýnů a vodárenská věž, ze které bylo zásobováno vodou z Vltavy Staré Město a jeho kašny.
Staroměstská vodárenská věž byla v historii opakovaně poničena. V letech 1878–1888 byla provedena rekonstrukce, získala novogotickou podobu a byla zvýšena o jedno patro a byl v ní instalován velký hodinový stroj. V roce 1883 byla postavena nová budova vodárny podle návrhu architekta Antonína Wiehla. Věžní vodojem přestal svému účelu sloužit v roce 1880. Vodárna ukončila provoz v roce 1913, kdy byl zprovozněn Vodní zdroj Káraný. Obě budovy byly zásluhou Společnosti Bedřicha Smetany nákladně zrekonstruovány a od 12. května 1936 v budově vodárny sídlí Muzeum Bedřicha Smetany.

## Staroměstská vodárna v současnosti
Pro svou architektonickou hodnotu a význam v historii města je bývalá Staroměstská vodárna zapsána v Ústředním seznamu kulturních památek.Muzeum Bedřicha Smetany je součástí expozic Českého muzea hudby, které je součást Národního muzea v Praze

## Galerie Staroměstská vodárna

### Autoři sgrafit

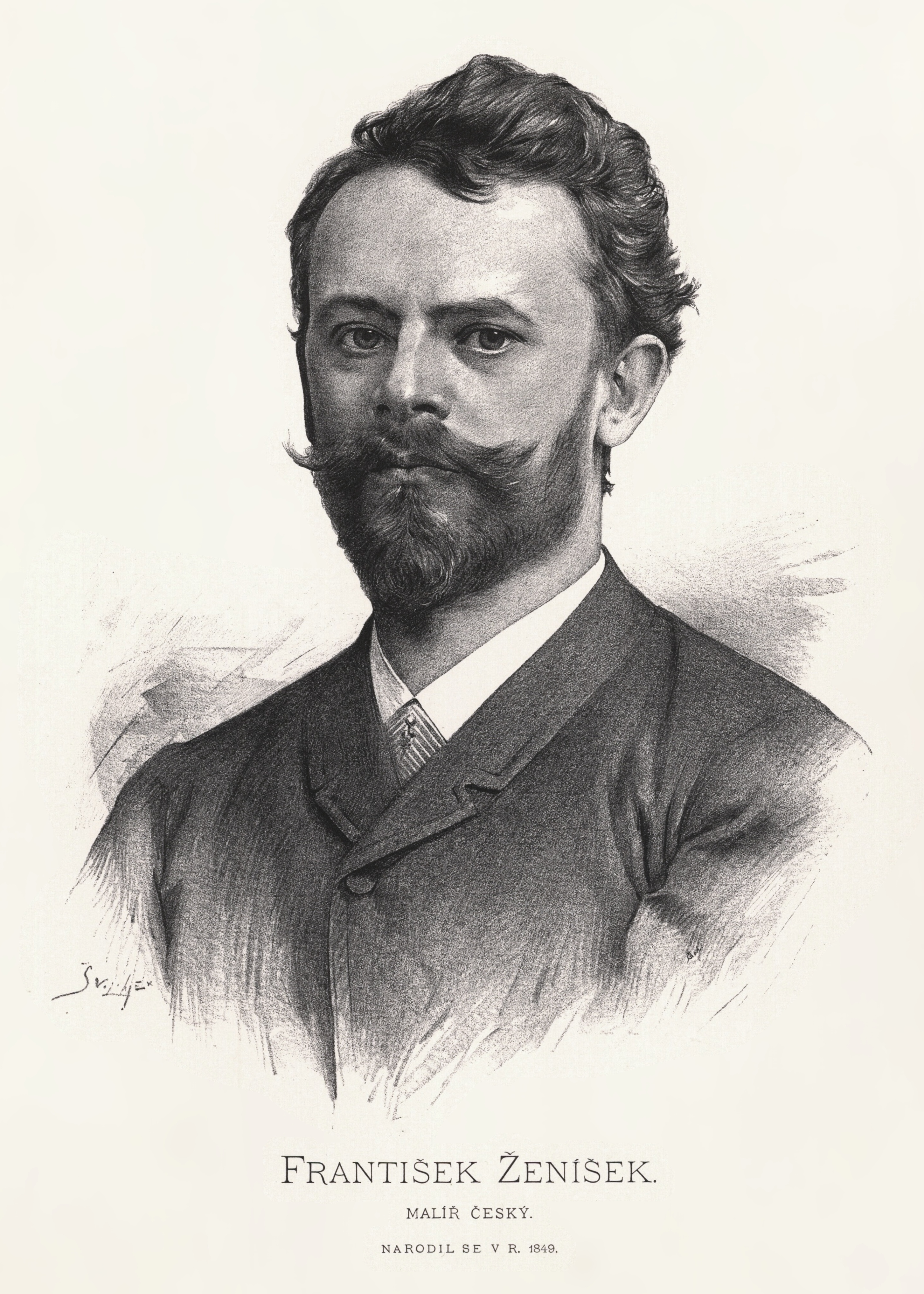
František Ženíšek
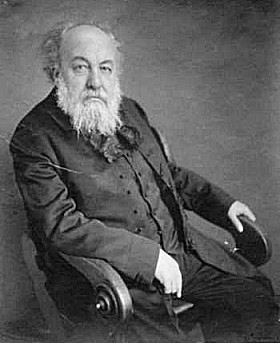
Mikoláš Aleš
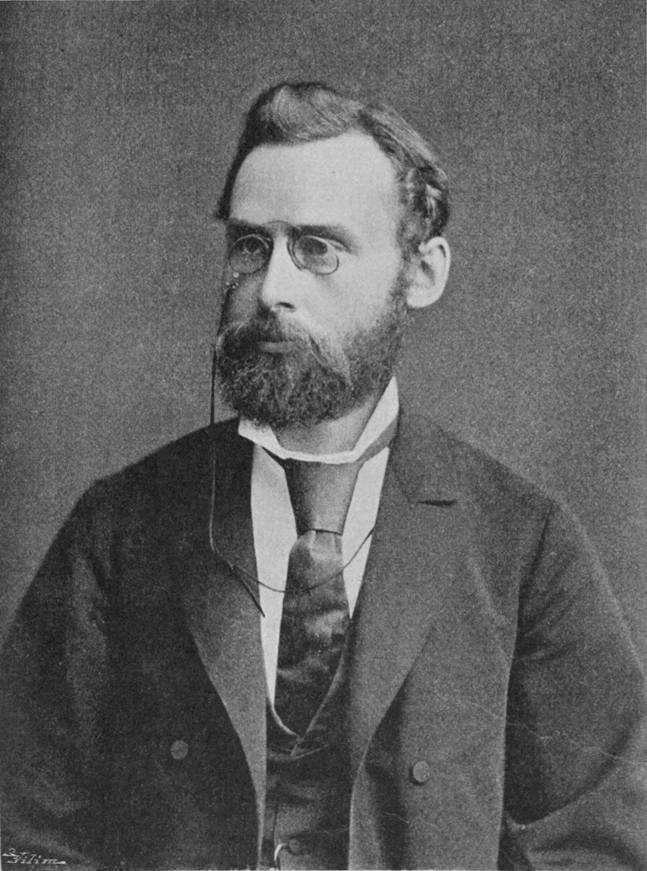
Jan Koula (1895 Langhans)

### Staroměstská vodárna

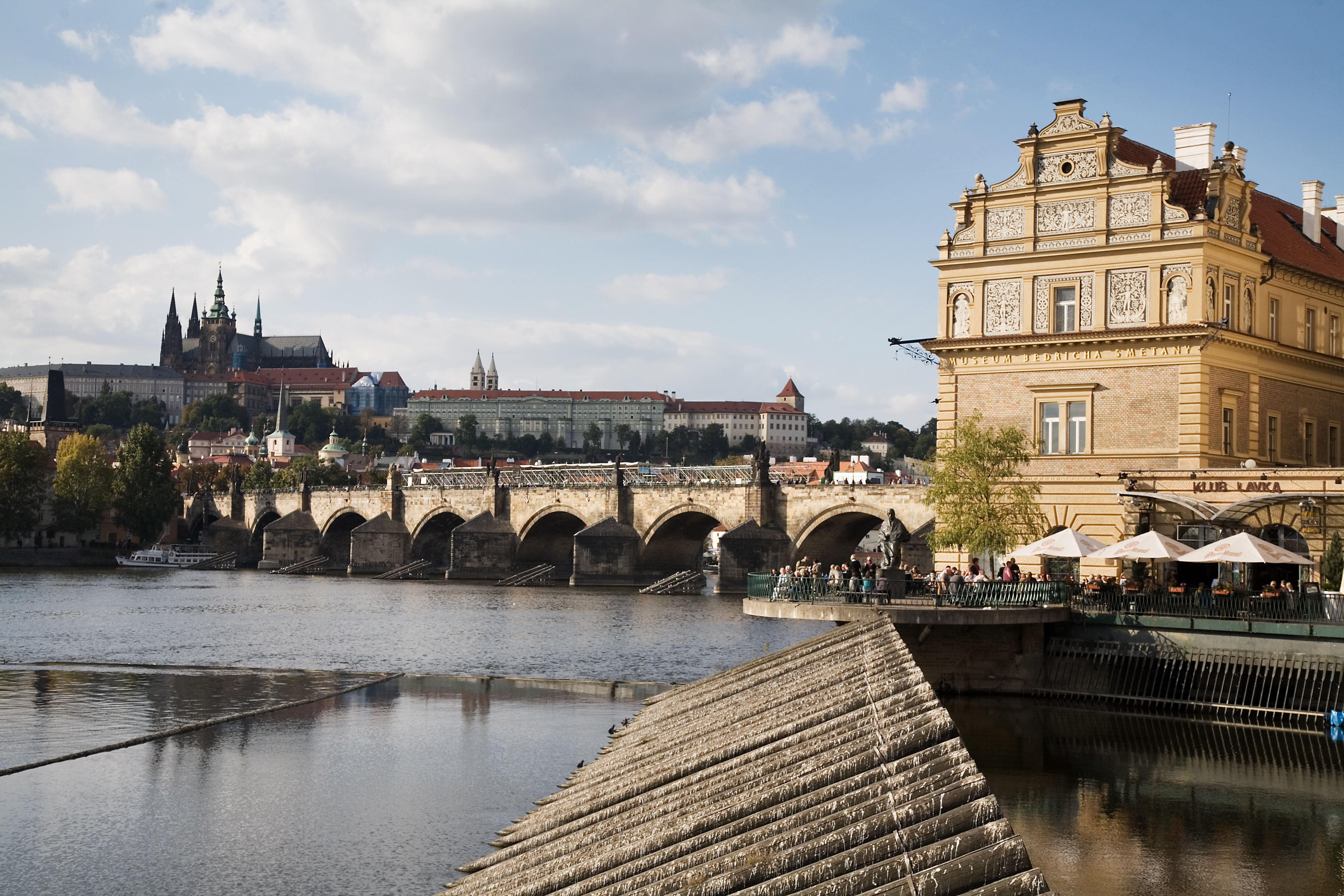
Staroměstská vodárna
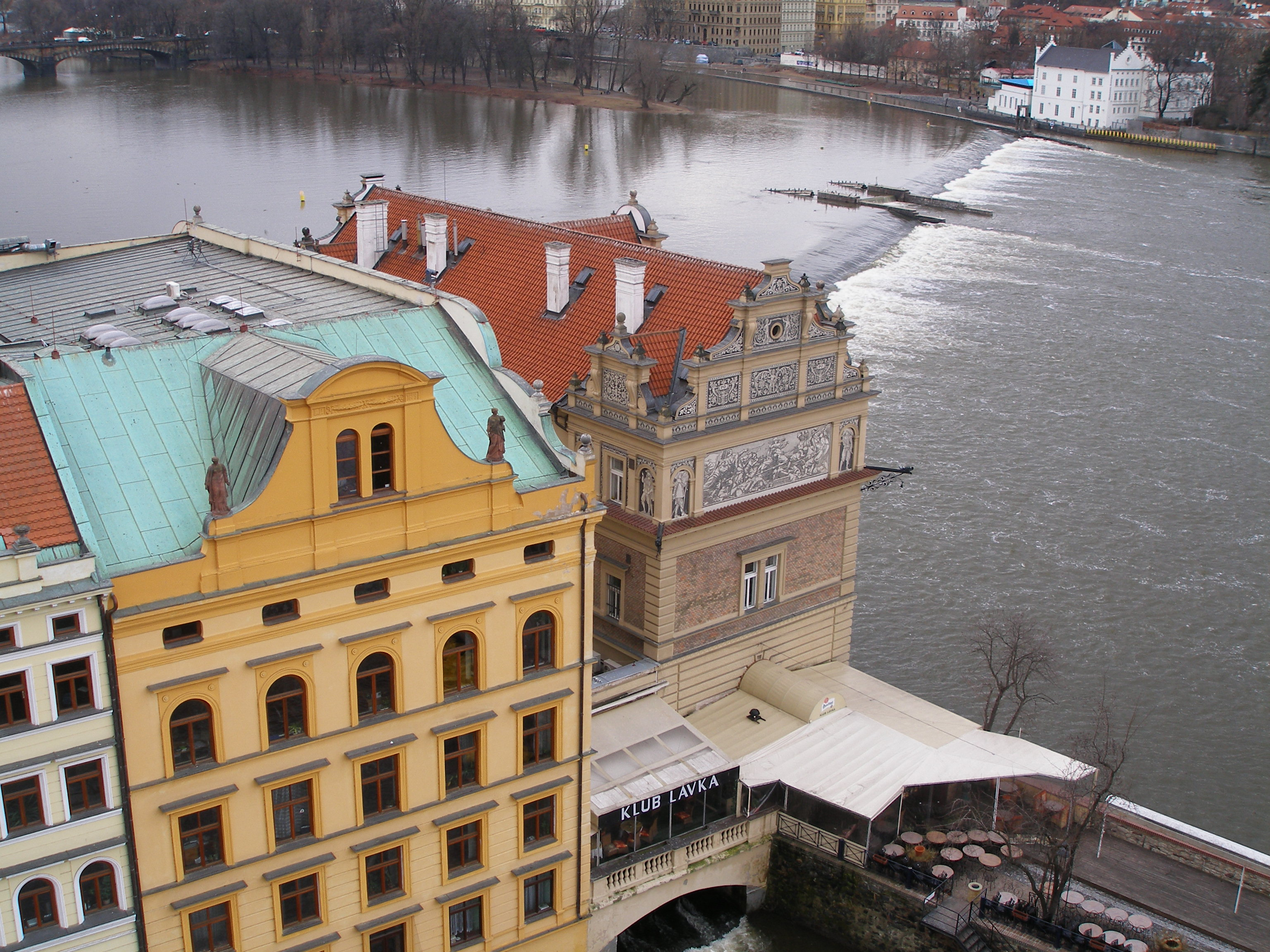
Staroměstská vodárna
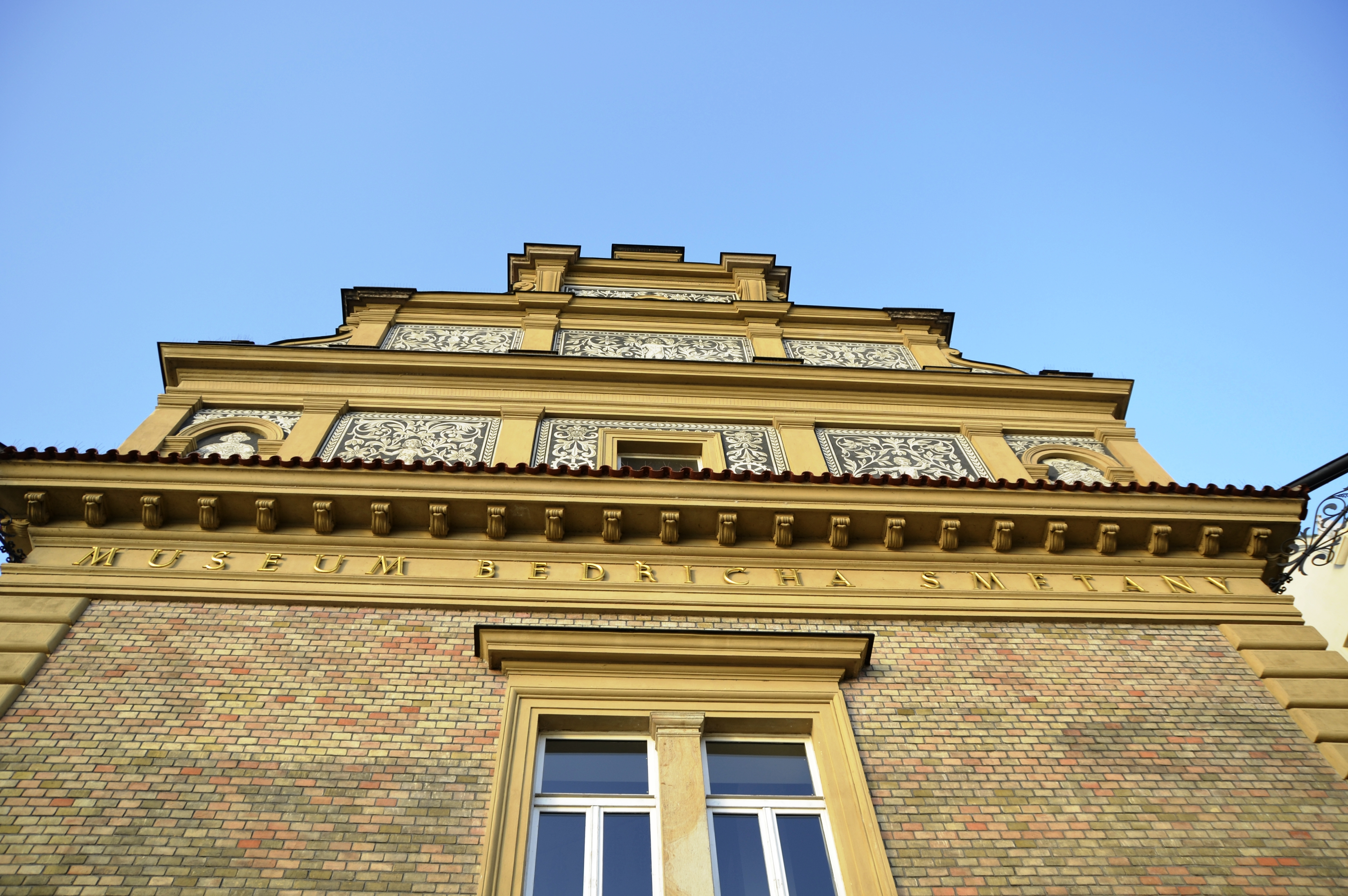
Staroměstská vodárna
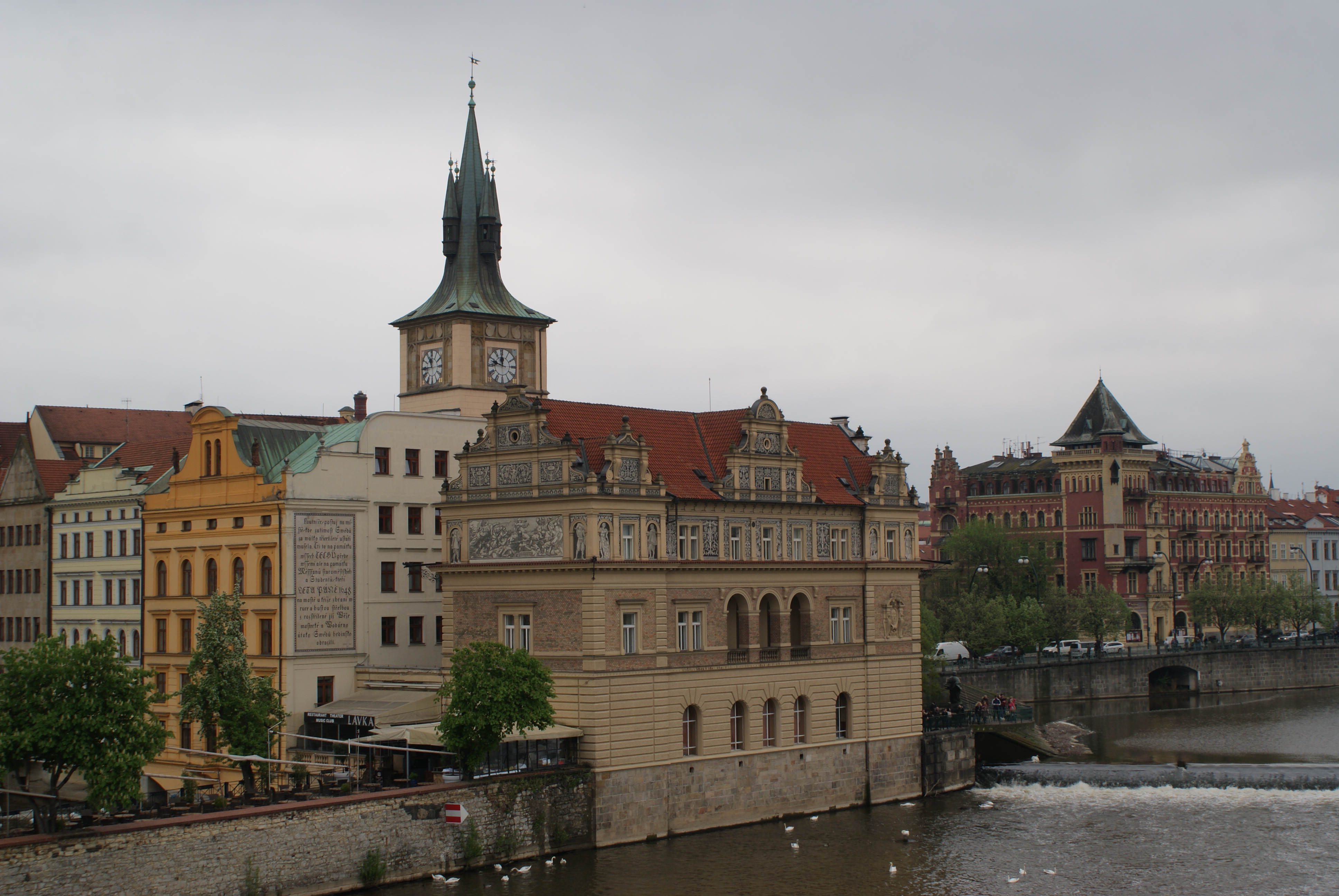
Staroměstská vodárna